# Денисовичский сельсовет
Денисовичский сельсовет — упразднённая административная единица на территории Крупского района Минской области Белоруссии.

## Состав
Денисовичский сельсовет включал 11 населённых пунктов:
- Большой Вязок — деревня.
- Дубовое — деревня.
- Еджар — деревня.
- Заболотье — деревня.
- Малый Вязок — деревня.
- Новые Денисовичи — деревня.
- Новый Сокол — деревня.
- Папарное — деревня.
- Старые Денисовичи — деревня.
- Старый Сокол — деревня.
- Шинки — деревня.